# ソロモンの偽証
『ソロモンの偽証』（ソロモンのぎしょう）は、宮部みゆきによる長編推理小説。

## 概要
『小説新潮』（新潮社）にて、2002年（平成14年）10月号から2006年（平成18年）9月号、同年11月号から2007年（平成19年）4月号、同年6月号から2011年（平成23年）11月号まで連載され、2012年（平成24年）に全3巻で刊行された。
『事件』『決意』『法廷』の三部構成で原稿用紙延べ4,700枚。「週刊文春ミステリーベスト10」及び「このミステリーがすごい!」で第2位にランクインした。宮部みゆき初の法廷ミステリーとされる。
学校内で発生した同級生の転落死の謎を、生徒のみによる校内裁判で追求しようとする中学生たちを描く。舞台となる中学校は東京都「城東区」（江東区がモデル）と設定されている。
2014年に全6巻で刊行された新潮文庫版の最終第6巻『ソロモンの偽証―第III部　法廷―下巻』には、主人公の20年後を描く書下ろし中編「負の方程式」が収録されている。
本作は2015年に日本で映画化され、2016年に大韓民国の放送局・JTBCでテレビドラマ化された。2021年には日本のWOWOWにて上白石萌歌主演でテレビドラマ化された。

## あらすじ

### 第I部 事件
1990年12月クリスマスイブに、城東第三中学校男子生徒・柏木卓也が学校の屋上から転落して死亡した。警察は自殺と断定し、事件は解決したものと思われた。しかしその後、柏木は自殺ではなく、城東三中きっての不良少年・大出俊次が殺したとする「3通の告発状」が校長である津崎正男、柏木の担任の森内恵美子、そして柏木のクラスのクラス長である藤野涼子の元へ届く。
津崎はこの事実を公開せずに、告発状を出した人物が大出に嫌がらせを受けていた三宅樹理であると特定するが、その事実が公表される前に、森内に宛てられた告発状が、森内を妬んでいた隣人によりマスコミに流出し、世間にさらされることとなる。
これを受け、三宅の唯一の友人であった浅井松子は真実を明かすよう三宅を説得するが、その帰りに浅井は交通事故に遭い死亡する。また、殺人者として告発状で糾弾された大出の家では火災が発生し、大出の祖母も死亡する。

### 第II部 決意
事件の年に2年生だった涼子は3年生となり、卒業制作で学校内裁判をしたいと言い出した。反対する教師がいる中、賛成する教師・北尾の力を借りて裁判を行うことになった。大出が柏木を殺していない事は明白だったものの、疑う者も多かったため、汚名をすすぐため藤野は弁護人役に名乗り出た。
裁判は陪審制裁判を模すこととなり、裁判官役、弁護人役、陪審員役が相次いで決定する中、唯一検察官役だけは決まっていなかった。そこに本校の生徒でこそないものの、柏木と小学生時代の友人であった神原和彦という中学生が弁護人役を志願してきたため、涼子は仕方なく検察官役になった。その後、検察側・弁護側がそれぞれの立場で事件に関する証言を集め、事実関係を整理し、公判開始を迎える。

### 第III部 法廷
終戦記念日の8月15日、学校内裁判が開廷した。様々な証人が証言台に立つ中、告発状の主、三宅が非公開の法廷に出廷し、改めて自分は柏木君が殺されるところを見たと証言した。しかし、これは偽証であった。
その後、裁判を通して事件や柏木についての情報が出揃う中、裁判閉廷日に弁護人役神原が検察側の証人として証言台に立つ。神原は柏木が死んだその日の夜、神原が「自分の思い出の場所を巡るゲーム」をし、柏木が死亡する直前まで彼と会っており、彼は自殺願望を持っていたと証言した。柏木の自宅から「遺書のような小説」が出てきて、柏木は自殺願望があったことが判明した。
陪審員役は、被告人である大出に無罪の評決を下し、この事件は「柏木による、柏木の殺人事件である」と評し、裁判は幕を閉じた。
2010年3月、野田健一は国語科教師となって城東第三中学校に帰ってきた。学校内裁判は「伝説・歴史」となっていた。

## 登場人物

### 主要生徒
藤野涼子（ふじの りょうこ）
本作の主人公。
文武両道で優等生のクラス委員。
学校内裁判を提案する。検察官（検事）を務めた。
20年後を描く『負の方程式』では弁護士になっており、また、裁判で弁護士であった神原和彦と結婚したことが語られている。
野田健一（のだ けんいち）
柏木の遺体の第一発見者。
弁護助手。
一度両親を殺そうとしたことがある。
柏木卓也（かしわぎ たくや）
自分を棚に上げては人を見下す歪んだ性格。
物語序盤で謎の転落死を遂げる。
不登校で自殺と考えられていた。
大出俊次（おおいで しゅんじ）
告発された少年。暴力的な性格で城東区では有名な不良。
裁判の被告人。
井口充（いぐち みつる）
大出の手下的存在。
証人となった。
橋田祐太郎（はしだ ゆうたろう）
同じく大出の手下。
証人として出廷した。
神原和彦（かんばら かずひこ）
小学校時代の柏木の友人。
私立東都大学付属中学校生徒にして弁護人を務める。
両親は幼い頃に亡くなり、養父母の元で育つ。
本編の20年後を描いた続編『負の方程式』では、直接は登場しないが、学者になったことと、裁判で検事であった藤野涼子と結婚したことが語られている。
三宅樹理（みやけ じゅり）
自称柏木殺害現場目撃者。
告発状の主で、証人になった。ニキビが原因で大出らにいじめられていた。
幼稚な母親から甘やかされており、反発している。
浅井松子（あさい まつこ）
三宅の友達で唯一の理解者。
交通事故で死亡する。
井上康夫（いのうえ やすお）
3年生きっての秀才。
裁判官（判事）を務める。

## 書誌情報
第I部 事件
単行本：2012年8月23日発売、新潮社、ISBN 978-4-10-375010-9
文庫本：2014年8月28日発売、新潮文庫、上 ISBN 978-4-10-136935-8、下 ISBN 978-4-10-136936-5
第II部 決意
単行本：2012年9月20日発売、新潮社、ISBN 978-4-10-375011-6
文庫本：2014年9月27日発売、新潮文庫、上 ISBN 978-4-10-136937-2、下 ISBN 978-4-10-136938-9
第III部 法廷
単行本：2012年10月11日発売、新潮社、ISBN 978-4-10-375012-3
文庫本：2014年10月29日発売、新潮文庫、上 ISBN 978-4-10-136939-6、下 ISBN 978-4-10-136940-2
文庫本『第III部　法廷―下巻』には、主人公の20年後を描く書下ろし中編「負の方程式」が収録されている。

## 映画
2015年3月7日公開の「前篇・事件」と4月11日公開の「後篇・裁判」の2部作で公開された。監督は成島出。本作でデビューし、役名を芸名とした主演の藤野涼子をはじめ、生徒役となる主要出演者はオーディションによって演技経験を問わず選定され、本作が初出演作となった者も少なくない。第40回報知映画賞と日刊スポーツ映画大賞で作品賞、第18回シナリオ作家協会「菊島隆三賞」を受賞した。藤野もこの年の新人俳優賞を多数受賞した。

### 映画版あらすじ

#### 前篇・事件
38歳の教師・中原涼子（旧姓・藤野）は母校の江東区立城東第三中学校に赴任し、新任校長・上野素子の求めに応じて、同校で「伝説」となっている、23年前涼子が中心人物として行った「校内裁判」の顛末を語り始める。
バブル経済崩壊直前の1990年、大雪が降ったクリスマスの朝、2年A組の涼子と野田健一は校舎脇で雪に埋もれた同級生・柏木卓也の遺体を発見する。その死は屋上からの飛び降り自殺と断定されたが、刑事を父に持つ涼子や学校あてに、柏木は大出俊次ら3人の不良生徒に殺害されたとする「告発状」が届く。当時の校長・津崎正男は、担当刑事の佐々木礼子と話し合い、告発状の存在を明らかにしないままカウンセリングと称し生徒の聞き込みをして送り主の生徒を特定しようとする。実は告発状は涼子の同級生である三宅樹里と浅井松子が共謀して送りつけたもので、佐々木らはその事実に近づきつつあった。一方、涼子は柏木の生前、大出らが三宅たちをいじめ暴力を振るう場面を目撃しながら怖くて見て見ぬふりをしようとしたこと、それを柏木に見つかり、学級委員として日々いじめ廃絶を訴えていながら行動しない態度を「口先だけの偽善者」「お前みたいな奴が一番悪質」と痛罵されたことを気に病む。
しかし涼子たちの担任・森内恵美子に送られた分の告発状が破られ捨てられていたものが、事件のもみ消しを図った証拠と称してテレビ局に送りつけられ、告発状の内容は大々的に報道される。犯人と名指しされた大出らは不登校に追い込まれる。森内は告発状の受け取りを否定するが、マスコミや職員室での追求に耐えられず退職し、佐々木のアドバイスで調査会社に依頼して、マンションのポストから彼女の郵便物を盗んでいた隣人の存在を知る。保護者会では学校への批判が相次ぐが、佐々木はこの告発状の内容が虚偽である可能性が高いことを指摘する。帰宅した母親から、保護者会で告発状が虚偽と納得されてしまったことを聞いた浅井は、三宅に会うため、雨の中、家から走り出て車道に飛び出したところを、走ってきた車にはねられて死亡。三宅はショックのため声が出なくなり、津崎は一連の出来事の責任を取り辞任する。問題の追及が大人たちの思惑でうやむやになってゆく中で涼子は3年生に進級し、柏木の言葉や二人の同級生を失う一連の出来事に思い悩み続け、自殺すら考える。
しかし、マスコミの興味本位の報道に振り回され、一向に明らかにならない真実に業を煮やした涼子は、自分たちの力でこれを追及する決意をする。柏木の友人だった他校生・神原和彦との出会いから、涼子は事件の追及を裁判の形式で行うことを思いつくが、教師たちの強い反対を受ける。だが、話し合いの中で涼子が激昂した教師に暴力を受けた騒動をきっかけとして、裁判開催を認めさせることに成功する。また、生徒らに力を貸すため、彼らに理解を示すベテラン教師・北尾が退職して後押しをする。更に、裁判に反対する教師達が生徒らに圧力をかけるようになったことで、逆に教師達からの圧力に反発する多くの生徒が裁判開廷に賛同の意を示す。以降、生徒らは涼子を中心とする検察側が三宅らの告発を信じ、神原を中心とする弁護側が大出の無実を信じて裁判準備を進め、判事と陪審員による裁定を自分たちのみで行うために奔走する。

#### 後篇・裁判
三宅は、裁判に出たいと涼子に話を持ちかける。一方神原は、柏木に電話をかけて事件現場まで呼び出したのは「本人だ」と言う仮説を涼子に話す。しかし、その説はあり得ないとして涼子ら検察側は真っ向から否定した。涼子はいつも完璧な神原がこんな説を立てるのはおかしいと神原を警戒する。後に「本人」は柏木で無いと判る。
5日間における学校内裁判が開廷した。検察側と弁護側は証人に尋問を行い、真実を見つけるため奔走する。そして閉廷日、神原が証人として召喚され、事件当日の夜に自分が柏木から電話を受けたと話す。そして自殺を仄めかす柏木を止めるべく、柏木と「自分の思い出の場所を巡り、それぞれの場所につく毎に柏木に電話をする」という内容の「ゲーム」をやり、思い出の場所を巡り終え、屋上に呼び出されて行くと柏木が立っていたと真実を語る。柏木は「ゲーム」で神原が苦しみながら打ち拉がれる姿を見ることが目的だったが、神原は封じ込めていた両親との楽しい日々も思い出した。「ゲーム」をしてよかったという神原だったが、結果が自分の思惑とは異なるものであったことに不満を抱いた柏木は、「大人になれば父親と同じことをする」「人殺しの息子は人並みに生きてる意味はない」と痛罵し疲れ果てて帰ろうとする神原に「ゲーム」を続行しようとする。「帰ったら自分は今すぐ飛び降りて死ぬ」と言う柏木に神原は最初から友情などなかったと気づき怒って「そんなに死にたいなら、勝手に死ねばいい」と柏木を見捨てて帰った。翌日、神原は柏木が本当に飛び降り自殺したことを知る。
評決は被告人大出は無罪と言う趣旨のものだった。しかし納得できない神原は判事に「僕を殺人罪で裁いて下さい」と言い、責任を負おうとするが、それに対して涼子は、「ここにいる誰もあなたを裁くことはできない、自分の罪は自分で背負っていくしかない」と言う。裁判を終えた大出は神原に和解の握手を求める。柏木を殺した真犯人は自殺した柏木本人だった。
のちに教師となった涼子は、14歳だったからこそできた裁判を述懐し、ともに裁判を闘った生徒たちと友情を築いたことを語り物語を締めくくる。

### キャスト
主人公・藤野涼子役をはじめとする1クラス分の生徒役を選ぶため、日本映画史上最大規模のオーディションが開催され、1万人のオーディションを勝ち抜いた新人女優が2014年8月8日の午前8時8分に発表された。この時点では主演女優の名は明かされず、その後10月31日に役名と同じ藤野涼子の名でデビューすることが発表された。藤野は発表当時14歳の中学3年生で、芸能事務所に所属してはいたがエキストラ以外の演技経験はなく、オーディションを受けたのも3度目であった。役名でのデビューは成島とプロデューサーの提案によるものである。
- 藤野涼子 - 藤野涼子
- 神原和彦 - 板垣瑞生
- 三宅樹理 - 石井杏奈
- 大出俊次 - 清水尋也
- 浅井松子 - 富田望生
- 野田健一 - 前田航基
- 倉田まり子 - 西畑澪花
- 向坂行夫 - 若林時英
- 井上康夫 - 西村成忠
- 橋田祐太郎 - 加藤幹夫
- 井口充 - 石川新太
- 竹田和利 - 六車勇登
- 佐々木吾郎 - 石田飛雄馬
- 萩尾一美 - 鈴木きらり
- 小山田修 - 羽下直希
- 蒲田教子 - 森田想
- 溝口弥生 - 榎本実優
- 勝木恵子 - 加藤実祐紀
- 原田仁志 - 宮野薫
- 山埜かなめ - 大井絵梨花
- 山崎晋吾 - 大西航平
- 奈良若菜 - 薗田仁南
- 橘未散 - 升澤理子
- 富田優花 - 松浦寿來
- 石田菜緒 - 佐久間妃南子
- 平田陸夫 - 鈴木逸豊
- 福本君江 - 西田心
- 近藤太一 - 菊地時音
- 河原沙織 - 岩田華怜
- 林田まい子 - 宮武祭
- 水川冴子 - 平祐奈
- 吉沢元喜 - 谷井優貴
- 柏木卓也 - 望月歩
- 藤野剛 - 佐々木蔵之介
- 藤野邦子 - 夏川結衣
- 三宅未来 - 永作博美
- 森内恵美子 - 黒木華
- 森内弘恵 - 曽川留三子
- 佐々木礼子 - 田畑智子
- 浅井洋平 - 塚地武雅
- 浅井敏江 - 池谷のぶえ
- 茂木悦男 - 田中壮太郎
- 垣内美奈絵 - 市川実和子
- 大出勝 - 高川裕也
- 大出佐知子 - 江口のりこ
- 高木学年主任 - 安藤玉恵
- 楠山教諭 - 木下ほうか
- 岡野教頭 - 井上肇
- 尾崎養護教諭 - 中西美帆
- 柏木則之 - 宮川一朗太
- 柏木功子 ‐ 安澤千草
- 垣内典史 - 浜田学
- 神原歩美 - 森口瑤子
- 神原悟 - 筒井巧
- 小林修造 - 津川雅彦
- 河野良介 - 嶋田久作
- 上野素子 - 余貴美子
- 北尾教諭 - 松重豊
- 今野努 - 大河内浩
- 津崎正男 - 小日向文世
- 中原涼子 - 尾野真千子

### スタッフ
- 監督 - 成島出[18]
- 脚本 - 真辺克彦
- 音楽 - 安川午朗
- 主題歌 - U2「With or Without You」（ユニバーサルミュージック）[19]
- エンディングテーマ（前篇） - 「ADAGIO PER ARCHI E ORGANO IN SOL MINORE」
  - 作曲：レモ・ジャゾット、トマゾ・アルビノーニ
- 製作総指揮 - 大角正
- エグゼクティブプロデューサー - 関根真吾
- プロデューサー - 矢島孝、秋田周平
- アソシエイトプロデューサー - 池田史嗣[20]
- 撮影 - 藤澤順一
- 照明 - 金沢正夫
- 美術 - 西村貴志
- 録音 - 藤本賢一
- 編集 - 三條知生
- 装飾 - 湯澤幸夫
- スクリプター - 森直子
- 衣装 - 宮本茉莉
- ヘアメイク - 田中マリ子
- VFXスーパーバイザー - 浅野秀二
  - VFX・CG：IMAGICA、フレームワークス・エンターテインメント
- 音楽プロデューサー - 津島玄一
- 音響効果 - 岡瀬晶彦
- 中学生演技トレーニング - 竹内晶子
- 助監督 - 谷口正行、猪腰弘之
- 俳優担当 - 奥田由美
- ラインプロデューサー - 小松次郎
- 製作担当 - 大熊敏之
- 特殊メイク - メイクアップディメンションズ（江川悦子、神田文裕、遠藤温子）
- 技斗 - 二家本辰巳
- 技斗アシスト - 所博昭、江藤大我
- カースタント - アクティブ21
- ロケ協力 - 大月市、墨田区、大月短期大学、堺市立大浜中学校、やまなしフィルムコミッション、大阪フィルム・カウンシル、堺フィルムオフィス、葛飾区観光フィルムコミッション、諏訪圏フィルムコミッション[21]、すみだフィルムコミッション　ほか
- スタジオ - 東映東京撮影所
- 企画・配給 - 松竹
- 制作プロダクション - 松竹撮影所
- 製作 - 「ソロモンの偽証」製作委員会（松竹、木下グループ、博報堂DYメディアパートナーズ、朝日新聞社、GYAO、KDDI）[22]

### 封切り
前篇は日本では全国311スクリーンで公開された。公開初週土日2日間（2015年3月7日・8日）の成績は動員9万1,850人、興収1億2,012万8,100円で、全国映画動員ランキング（興行通信社調べ）初登場3位となった。公開に先駆けて行われた前篇の試写会では、98.4パーセントの観客が後篇も見たいと回答した。
後篇は全国313スクリーンで公開された。公開初週土日2日間（2015年4月11日・12日）の成績は動員12万4,275人、興収1億6,228万4,900円で、全国映画動員ランキング（興行通信社調べ）初登場1位となった。

### 受賞歴
- 第40回報知映画賞（2015年）
  - 作品賞[26]
  - 新人賞（藤野涼子）[27]
- 第37回ヨコハマ映画祭（2015年）
  - 最優秀新人賞（藤野涼子）[28]
- 第28回日刊スポーツ映画大賞・石原裕次郎賞（2015年）
  - 作品賞[29]
- 第89回キネマ旬報ベスト・テン[30][31]
  - 日本映画ベスト・テン 第8位
  - 助演女優賞（黒木華、『母と暮せば』『幕が上がる』と合わせて受賞）
- 第39回日本アカデミー賞（2016年）[32][33]
  - 新人俳優賞（藤野涼子）
  - 優秀音楽賞（安川午朗、前篇・事件での受賞）
  - 優秀撮影賞（藤澤順一、前篇・事件での受賞）
  - 優秀照明賞（金沢正夫、前篇・事件での受賞）
- 第70回毎日映画コンクール[34]
  - スポニチグランプリ新人賞（藤野涼子）
  - 撮影賞（藤沢順一）
- 第58回ブルーリボン賞 [35]
  - 新人賞（石井杏奈、『ガールズ・ステップ』と合わせての受賞）
- 第11回おおさかシネマフェスティバル[36]
  - 新人女優賞（藤野涼子）
- 第25回日本映画批評家大賞[37]
  - 作品賞
  - 脚本賞（真辺克彦）
  - 新人女優賞（藤野涼子）
  - 新人男優賞（板垣瑞生）

### テレビ放送
日本テレビ系列の『金曜ロードSHOW!』で、2016年5月20日に『前篇』、同年同月27日に『後篇』を、いずれも地上波初放送（解説放送 / 文字多重放送 / データ放送）。

## テレビドラマ

### 韓国版
2016年12月9日から2017年1月28日まで毎週金曜日と土曜日の20時30分に、韓国のJTBCでテレビドラマ化されて放送された。

#### キャスト (韓国版)

##### 主要キャスト
- コ・ソヨン（藤野涼子）：キム・ヒョンス（朝鮮語版）[40]
- ハン・ジフン（神原和彦）：チャン・ドンユン[41]
- ペ・ジュンヨン（野田健一）：ソ・ジフン
- イ・ソウ（柏木卓也）：ソ・ヨンジュ
- ハン・ギョンムン：チョ・ジェヒョン

##### 2年1組
- イ・ジュリ（三宅樹理）：シン・セヒ
- チェ・ウヒョク（大出俊次）：ベク・チョルミン
- キム・ミンソク（井上康夫）：ウ・ギフン
- イ・ユジン（倉田まり子）：ソルビン[42]
- キム・スヒ（藤野邦子）：ソキム・ソヒ
- チェ・スンヒョン：アン・スンギュン
- パク・チョロン（浅井松子）：ソ・シネ
- イ・ソンミン（橋田祐太郎）：イ・ドギョム
- キム・ドンヒョン（井口充）：ヤン・ハクジン

##### その他
- アン・ネサン
- キム・ヨジン
- ソン・スヒョン
- シン・ウンジョン
- ユ・ハボク

#### スタッフ (韓国版)
- 制作：アイウィルメディア

### WOWOW版
WOWOW開局30周年記念番組として全8話で完全ドラマ化。主演は連続ドラマ初主演の上白石萌歌。2021年10月3日から11月21日まで毎週日曜 22時00分 - 23時00分に「連続ドラマW」で放送された。
1990年代の公立中学校を舞台としている原作を、SNSが普及する現代の私立高校に置き換える。

#### キャスト (WOWOW版)
キャストは松子役の富田望生を除いて映画版から一新されている。
- 藤野涼子 - 上白石萌歌
- 神原和彦 - 宮沢氷魚[44]
- 三宅樹理 - 山本舞香[44]
- 野田健一 - 浮所飛貴（美 少年 / ジャニーズJr.）[44]
- 柏木卓也 - 野村裕基[44]
- 大出俊次 - 坂東龍汰[44]
- 勝木恵子 - モトーラ世理奈[44]
- 浅井松子 - 富田望生[44]
- 井口充 - 鈴木康介
- 橋田祐太郎 - 緒形敦
- 井上康夫 - 渕野右登
- 倉田まり子 - 村田寛奈
- 野田美桜
- 蒲田教子 - 西本まりん
- 草野大成
- 冨田佳輔
- 萩尾一美 - 石川萌香
- 佐々木五郎 - 岩本晟夢
- 須藤皓太 - 山下真人
- 浅野 - 布宮翔
- 下谷チカ - 竹下れいな
- 中井千聖
- 法山綾香 - 野元真佳
- 結城亜実
- 北村海歩
- 林裕太
- 田中智也
- 加藤峻也
- 牧村洸 - 丈太郎
- 古瀬健多
- 宮國達也
- 柳沢玲 - 河合玲奈
- 山口海香
- 板倉陽子 - 小林亜実
- 綾部遥斗
- 吉田祐希
- 小林修造 - 勝部演之
- 丹野 - 中村ゆり
- 高橋博 - 松澤仁晶
- 岡野教頭 - おかやまはじめ
- 北尾 - 趙珉和
- 高木浅子 - 冨樫真
- 森内恵美子 - 小林涼子
- 風見隼人 - 酒向芳
- 柏木則之 - 田中隆三
- 柏木功子 - 片岡礼子
- 柏木宏之 - 碓井将大
- 佐藤玲
- 大鷹明良
- 三輪明日美
- 藤野邦子 - 坂井真紀[45]
- 三宅未来 - 西田尚美[45]
- 大出佐知子 - 篠原ゆき子[45]
- 茂木悦男 - 橋本じゅん[45]
- 大出勝 - 田中哲司[45]
- 藤野剛 - 高嶋政宏[45]
- 津崎正男 - 小林薫[45]

#### スタッフ (WOWOW版)
- 原作：宮部みゆき『ソロモンの偽証』
- 脚本：篠﨑絵里子
- 監督：権野元
- 音楽：羽岡佳
- チーフプロデューサー：青木泰憲
- プロデューサー：徳田雄久、小松貴子
- 製作：WOWOW / 松竹

#### 放送日程
| 各話   | 放送日   |
| ------ | -------- |
| 第1話  | 10月3日  |
| 第2話  | 10月10日 |
| 第3話  | 10月17日 |
| 第4話  | 10月24日 |
| 第5話  | 10月31日 |
| 第6話  | 11月7日  |
| 第7話  | 11月14日 |
| 最終話 | 11月21日 |

| WOWOW 連続ドラマW 日曜オリジナルドラマ                      | WOWOW 連続ドラマW 日曜オリジナルドラマ                    | WOWOW 連続ドラマW 日曜オリジナルドラマ         |
| 前番組                                                      | 番組名                                                    | 次番組                                         |
| ----------------------------------------------------------- | --------------------------------------------------------- | ---------------------------------------------- |
| 密告はうたう 警視庁監察ファイル （2021年8月22日 - 9月26日） | 宮部みゆき「ソロモンの偽証」 （2021年10月3日 - 11月21日） | いりびと-異邦人- （2021年11月28日 - 12月26日） |